# Bandais
Le Bandais est une rivière française, affluent de l'Aumance en rive droite et donc sous-affluent de la Loire par le Cher. Il  coule uniquement dans le département de l'Allier, dans la région appelée Bocage bourbonnais.

## Géographie
Le Bandais prend sa source sur le territoire de la commune de Tronget, dans la pittoresque région appelée Côtes Matras qui culmine à 485 mètres d'altitude. Son cours est caractérisé par de nombreux méandres et changements de direction qui le mènent progressivement vers l'ouest. Il se jette dans l'Aumance en rive droite au niveau de la commune de Cosne-d'Allier juste en amont du confluent de l’Œil avec l'Aumance.

## Communes traversées
Le Bandais traverse ou longe d'amont en aval les communes suivantes :
- Tronget, Rocles, Saint-Hilaire, Buxières-les-Mines, Vieure et Cosne-d'Allier, toutes situées dans le département de l'Allier.

## Hydrologie
Le Bandais est une rivière moyennement abondante, et très irrégulière, comme tous les cours d'eau du bassin versant de l'Aumance. Son débit a été observé sur une période de 15 ans (1994-2007), à Vieure, localité du département de l'Allier située à peu de distance de son confluent avec l'Aumance. Le bassin versant de la rivière y est de 130 km2 soit sa quasi-totalité.
Le module de la rivière à Vieure est de 0,86 m3/s.
Le Bandais présente des fluctuations saisonnières de débit très marquées, comme bien souvent dans la partie du bassin du Cher correspondant au piémont du Massif Central tout proche, avec des hautes eaux d'hiver portant le débit mensuel moyen à un niveau situé entre 1,32 et 2,12 m3/s, de décembre à mars inclus (avec un maximum en janvier). Cette saison est suivie d'une période printanière intermédiaire en avril-mai, avec baisse progressive du débit moyen. Dès juin le débit s'effondre littéralement et entame une longue période de basses eaux qui s'étale de juin à octobre inclus avec une chute du débit moyen mensuel jusqu'à 0,074 m3/s au mois de septembre, soit 74 litres par seconde. Mais les fluctuations de débit sont bien plus prononcées sur de plus courtes périodes ou d'après les années.
À l'étiage, le VCN3 peut chuter jusque 0,001 m3/s, en cas de période quinquennale sèche, soit 1 litre par seconde, et le cours d'eau est alors quasiment à sec.
Les crues peuvent être très importantes compte tenu de la taille modeste de la rivière et de son bassin versant. Les QIX 2 et QIX 5 valent respectivement 26 et 34 m3/s. Le QIX 10 est de 39 m3/s, le QIX 20 de 44 m3/s, tandis que le QIX 50 n'a pas été calculé étant donné l'insuffisance de la durée d'observation des débits.
Le débit instantané maximal enregistré à Vieure durant cette période de 14 ans, a été de 41,6 m3/s le 2 mars 2007, tandis que la valeur journalière maximale était de 29,8 m3/s le 27 avril 1998. En comparant la première de ces valeurs avec l'échelle des QIX de la rivière, il apparait que cette crue était bien plus importante que le niveau de crue vicennal calculé par le QIX 20, et donc relativement exceptionnelle.
Au total, le Bandais est une rivière moyennement abondante et fort irrégulière. La lame d'eau écoulée dans son bassin versant est de 207 millimètres annuellement, ce qui est certes largement inférieur à la moyenne d'ensemble de la France tous bassins confondus (320 millimètres), mais correspond presque à la moyenne du bassin du Cher et est même supérieur à celle du bassin de l'Indre (181 millimètres). Le débit spécifique (ou Qsp) de la rivière atteint 6,5 litres par seconde et par kilomètre carré de bassin.

## Patrimoine - Tourisme - Curiosités
- Tronget : Château de La Sauvatte du XVIIIe siècle. Château des Gougnons du XVIe siècle. Château des Bérauds des XVIIIe et XIXe siècles. Église romane Saint-Vincent, avec éléments gothiques (Monument Historique). Bois et étangs. Chasse, pêche, promenades sur sentiers pédestres très pittoresques. Camping. Anciennes mines de charbon.
- Rocles : Château de La Lande du XIVe siècle, avec douves, chapelle, parc et dépendances (inscrit Monument Historique). Château de La Busserie du XVIIe. Château de Franchesse du XIXe. Ancien prieuré du XVIIIe. Église Saint-Saturnin des XIIe, XIVe et XVe siècles (Monument Historique), avec portail roman du XIIe et Vierge à l'enfant du XIIIe siècle. Étangs, chasse, pêche. Gîtes ruraux.
- Vieure : Château de La Salle des XIVe et XVIe siècles (inscrit Monument Historique) avec tours d'angles, chapelle, parc. Château de La Chaussière du XIXe siècle. Château de Minerolle. Église romane Notre-Dame du XIIe siècle contenant une superbe peinture sur panneau de Colyn de Coter du XVe siècle, ainsi qu'un beau reliquaire du XVIe siècle. Étang de Vinerolle. Forêt domaniale de Dreuille. Chasse, pêche. Équitation. Gîtes ruraux